# Educação holística
Educação Holística é uma filosofia de educação, dentro do pensamento holístico, que se baseia no estudo dos sistemas complexos.
A Educação Holística se propõe de reunir todas as vozes dispersas em um projeto que quer compreender a totalidade da pessoa: corpo, emoção,
intelecto e espírito, Tem o objetivo de inspirar a reverência intrínseca pela vida e pela paixão de aprender. Essa é uma definição dada por Ron Miller, fundador do jornal Holistic Education Review (atualmente nomeado como Encounter: Education for Meaning and Social Justice) . O termo educação holística é frequentemente referido como o mais democrático e humanista no campo de educação alternativa. 
Robin Ann Martin, em 2003, descreve uma situação mais ampla, "Nos seus níveis gerais, o que difere a educação holística das outras formas de educação são seus objetivos e metas, sua atenção para o aprendizado experimental e na significância que isso se coloca nos relacionamentos e nos valores humanos nos arredores do aprendizado".
A concepção de Holismo refere-se a ideia de que toda propriedade de um dado sistema em qualquer campo de estudo não pode ser determinada ou explicada pela soma das partes dos seus componentes. "O todo é maior que a soma das partes", Aristóteles.